# Hochzeit von Charles, Prince of Wales, und Camilla Parker Bowles

Kombinierte Wappen von Charles und Camilla anlässlich ihrer Hochzeit

Die Hochzeit von Charles, Prince of Wales, und Camilla Parker Bowles fand am 9. April 2005 in der Windsor Guildhall statt. Der zivilen Zeremonie, welche im Beisein der Familien der Eheleute durchgeführt wurde, folgte ein Gottesdienst nach dem Ritus der Church of England in der St George’s Chapel auf Windsor Castle. Die Eltern des Bräutigams, Königin Elisabeth II. und Philip, Duke of Edinburgh, waren bei der zivilen Trauung nicht anwesend, besuchten jedoch den anschließenden Gottesdienst.
Die Eheleute, Charles, Prince of Wales, damals 56, und Camilla Parker Bowles, damals 57, waren beide bereits einmal verheiratet und geschieden. Camilla erhielt durch die Hochzeit den Titel Her Royal Highness The Duchess of Cornwall (zu deutsch Ihre Königliche Hoheit die Herzogin von Cornwall).

## Verlobung und Vorbereitungen

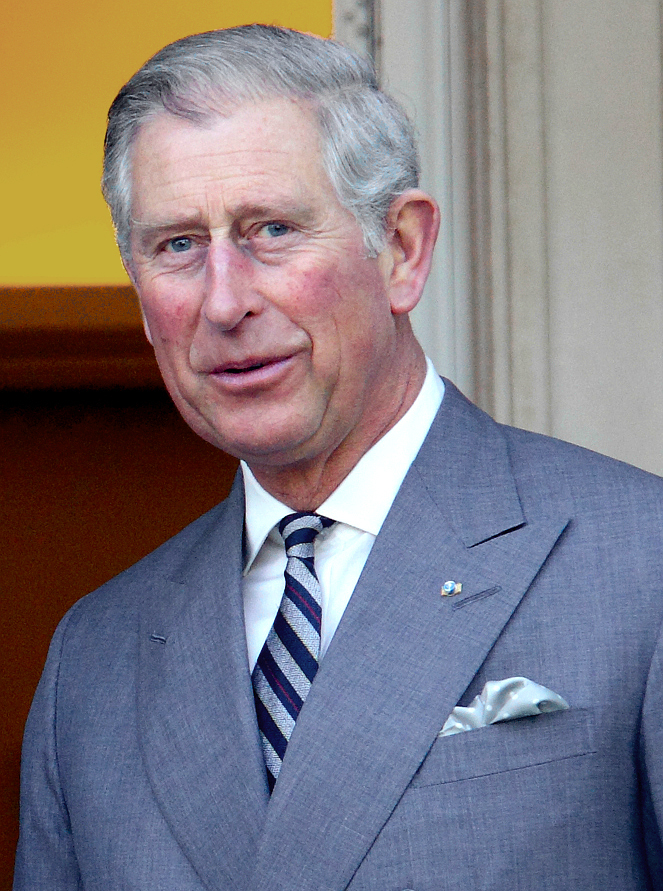
Charles, Prince of Wales

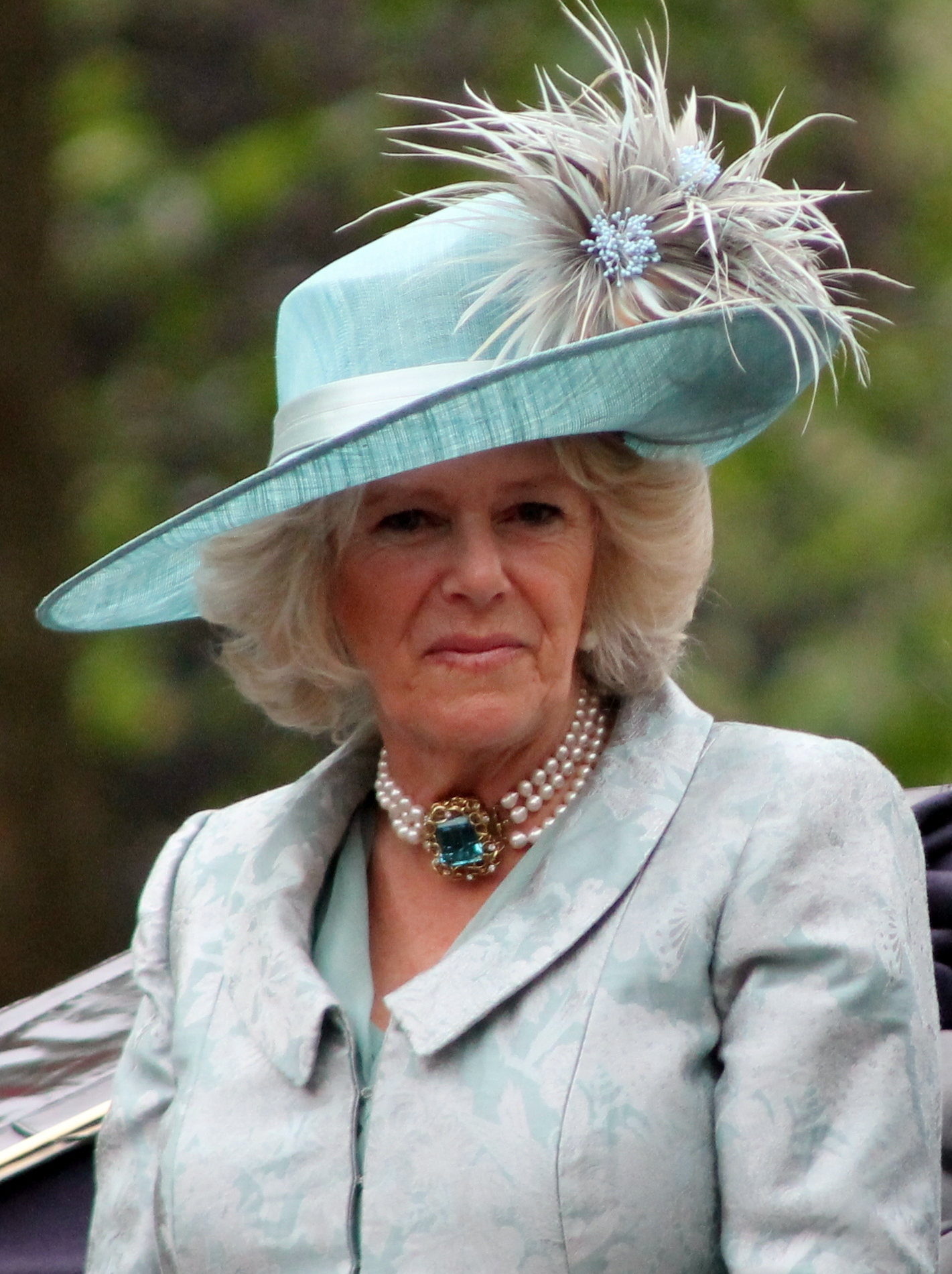
Camilla, Duchess of Cornwall

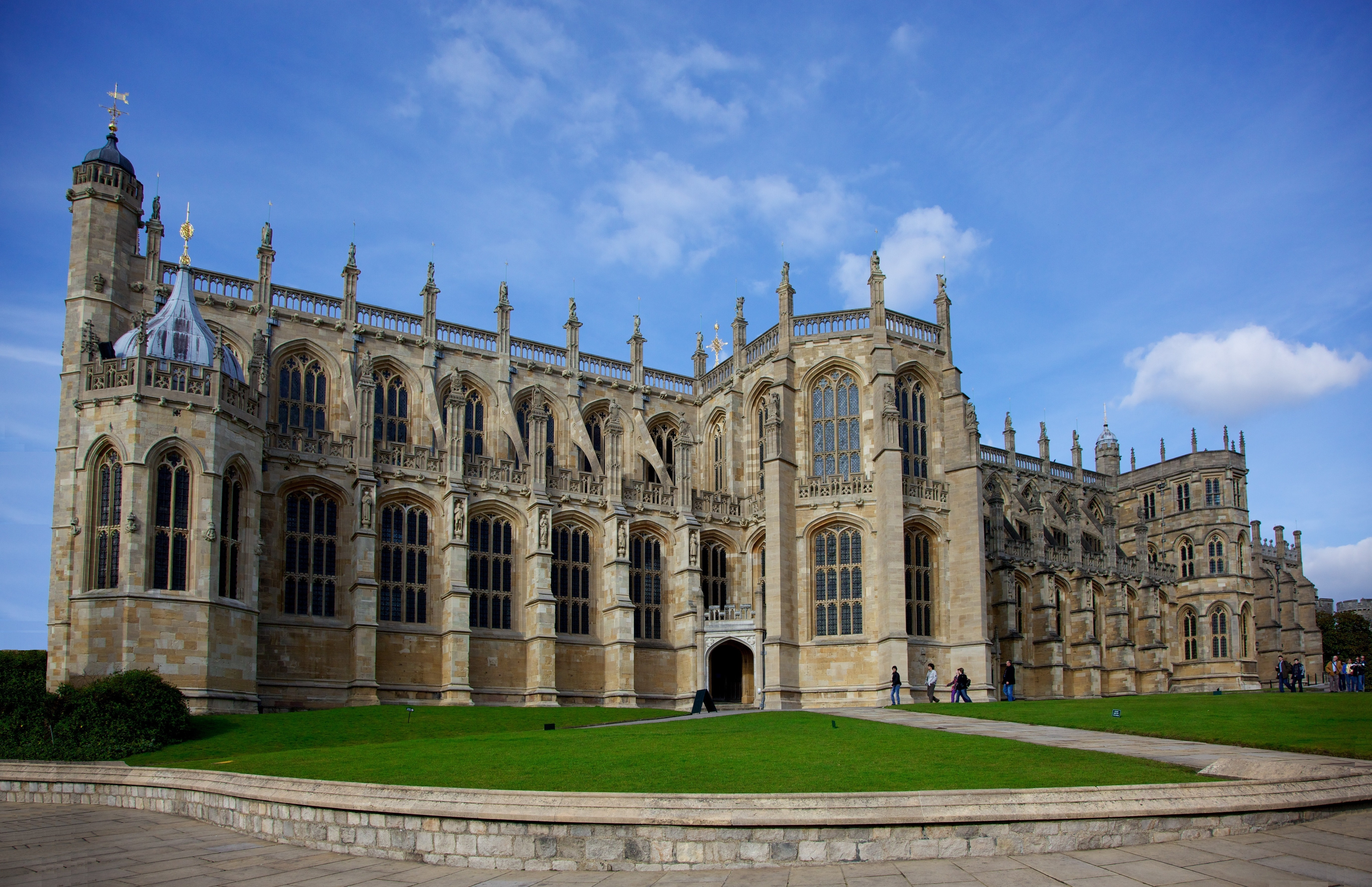
St George’s Chapel auf Windsor Castle

Am 10. Februar 2005 wurde bekannt gegeben, dass Camilla Parker Bowles und der Prince of Wales am 8. April 2005 heiraten würden. Der Verlobungsring der Braut, ein Erbstück der Familie Windsor, hatte Charles’ Großmutter, der Queen Mum, gehört. Nach Bekanntwerden der Verlobung wurden die Eheleute in spe von der Königin und dem Duke of Edinburgh beglückwünscht, was zugleich die gemäß dem Royal Marriages Act 1772 erforderliche Zustimmung der Monarchin zum Ausdruck brachte. Anschließend gratulierten auch der Erzbischof von Canterbury, Rowan Williams; der Premierminister, Tony Blair; der Oppositionsführer, Michael Howard; der Chef der Liberal Democrats, Charles Kennedy; der Speaker des House of Commons, Peter Hain; und die Premierminister der Staaten des Commonwealth Realms.
Eine kirchliche Wiederverheiratung Geschiedener, deren erster Ehepartner noch lebt, ist in der Church of England seit 2002 zwar grundsätzlich möglich, aber umstritten. Da dies auf Camilla Parker Bowles’ ersten Ehemann Andrew Parker Bowles zutraf, kam es zu einer öffentlichen Diskussion darüber, ob unter diesen Umständen eine kirchliche Trauung für das zukünftige Oberhaupt der Church of England angebracht sei. Als Prinzessin Anne nach der Scheidung von Mark Phillips Timothy Laurence heiratete, geschah dies in der Church of Scotland, da Scheidungen dort weniger kontrovers diskutiert werden. Letztlich fiel die Entscheidung zugunsten einer Ziviltrauung. Damit war Charles das erste Mitglied der königlichen Familie, das in England nur standesamtlich heiratete.
Am 22. Februar ließ der Buckingham Palace verlauten, dass die Königin nicht an der Zeremonie selbst teilnehmen, aber dem anschließenden Gottesdienst beiwohnen und den frisch Vermählten einen Empfang geben werde. Als Grund wurde angegeben, dass das Paar das Ereignis in bescheidenem Rahmen halten wolle.

### Änderung des Ortes und des Datums
Am 17. Februar gab Clarence House bekannt, dass die Hochzeit nicht wie geplant auf Windsor Castle, sondern in der Windsor Guildhall stattfinden werde. Als Grund für die Ortsänderung wurde vermutet, dass Schloss Windsor für die Trauung eine spezielle Lizenz benötigt hätte, die einschloss, dass dann mindestens drei Jahre lang auch jeder andere auf dem Schloss hätte heiraten können. Das hätte zu Konflikten mit den Schlossbesichtigungen geführt.

Am 4. April wurde bekanntgegeben, dass die Hochzeit um einen Tag auf den 9. April verlegt werde, damit der Prince of Wales als Vertreter von Königin Elisabeth II. der Begräbnisfeier für Papst Johannes Paul II. beiwohnen könne.

## Hochzeit und Gottesdienst
Der Tradition folgend verbrachte der Bräutigam die Nacht vor der Hochzeit nicht bei seiner Braut, sondern zusammen mit seinen Söhnen, den Prinzen William und Harry auf seinem Landsitz Highgrove House in der Grafschaft Gloucestershire.
Die Hochzeit fand in der Windsor Guildhall um 12:30 Uhr BST (11:30 Uhr UTC) am 9. April 2005 statt. Große Menschenmengen versammelten sich bereits in den frühen Morgenstunden auf den Straßen rund um Schloss Windsor.
Die gesamte Königsfamilie mit Ausnahme der Königin und Prinz Philip nahmen an der zivilen Zeremonie teil. Die Trauzeugen waren der älteste Sohn des Bräutigams, Prinz William, und der Sohn der Braut, Tom Parker Bowles. Der Tradition folgend bestehen die Eheringe aus 22-karätigem Welsh Gold.
Der anschließende Segnungsgottesdienst wurde vom Erzbischof von Canterbury, Rowan Williams, durchgeführt.
Die Hochzeitstorte wurde von Mary Robinson und Dawn Blunden kreiert, die den Laden „Sophisticake“ in Woodhall Spa, Lincolnshire, betreiben. Im April 2005 kaufte ein Hotelier für £ 215 ein Stück des Kuchens.

## Liste der Gäste bei der zivilen Trauung

### Familie des Prince of Wales
- Prince William of Wales
- Prince Harry of Wales
- Prince Andrew, Duke of York
- Princess Beatrice of York
- Princess Eugenie of York
- Prince Edward, Earl of Wessex, und Sophie, Countess of Wessex
- Anne, Princess Royal und RAdm Timothy Laurence
- Peter Phillips
- Zara Phillips
- Princess Alexandra
- Viscount Linley und seine Frau
- Daniel Chatto und Lady Sarah Chatto

### Familie von Camilla Parker Bowles
- Bruce Shand
- Tom Parker Bowles und Sara Buys
- Laura Parker Bowles und Harry Lopes
- Herr und Frau Parker Bowles
- Mark Shand
- Simon Elliot und seine Frau
- Ben Elliot
- Katie Elliott
- Luke Irwin und seine Frau

## Gäste im Gottesdienst

### Familie
- Königin Elisabeth II. und Philip, Duke of Edinburgh
- sowie die obigen

### Repräsentanten der britischen Monarchie in aller Welt
- der Generalgouverneur von Antigua und Barbuda und Lady Carlisle
- der Generalgouverneur von Australien und Marlena Jeffery
- der Generalgouverneur von Barbados
- die Generalgouverneurin von Kanada und John Ralston Saul
- der Vertreter der Königin auf den Cook-Inseln und Lady Goodwin
- der Generalgouverneur von Grenada und Lady Williams
- der Generalsekretär des Commonwealth und Clare de Lore
- die Generalgouverneurin von Neuseeland und Peter Cartwright
- der Generalgouverneur von Papua-Neuguinea und Lady Matane
- der Generalgouverneur von St. Kitts und Nevis

### Ausländische Royals
- der König von Bahrain
- König Konstantin II. von Griechenland und Königin Anne-Marie von Griechenland und Dänemark
- Kronprinz Haakon von Norwegen und Kronprinzessin Mette-Marit von Norwegen
- Kronprinz Alexander von Jugoslawien und Kronprinzessin Katharina von Jugoslawien
- Prinz Constantijn der Niederlande und Prinzessin Laurentien der Niederlande
- Prinzessin Margarita von Rumänien und Prinz Radu von Rumänien
- Prinz Turki ibn Faisal Al Saud von Saudi-Arabien und Prinzessin Nouf bint Fahd bin Khalid Al Saud von Saudi-Arabien
- Prinz Bandar ibn Sultan von Saudi-Arabien

### Weitere Gäste
Weitere Gäste waren unter anderem Vertreter der Politik und der Kirche.

## Ausstrahlung im deutschen Fernsehen
Die viereinhalbstündige Liveübertragung der Hochzeit wurde im Ersten übertragen. Insgesamt sahen 5,53 Millionen Zuschauer bei einem Marktanteil von 35,1 Prozent zu. In der werberelevanten Zielgruppe der 14- bis 49-Jährigen waren es 1,05 Millionen Zuschauer (Marktanteil: 17,4 Prozent). Die Ausstrahlung auf RTL verfolgten deutlich weniger Zuschauer.